# Parexel
Parexel — американская компания, которая занимается клиническими иссследованиями лекарств и предоставляет другие услуги для производителей лекарств.

## История
Компания была основана в 1982 году Джозефом фон Рикенбахом и Энн Сэйиг для консультирования японских и германских фармацевтических компаний в отношении получения разрешений от Управления по контролю качества пищевых продуктов и лекарственных средств США (FDA). К 2025 году в компании работало уже около 21 000 человек в разных странах. У Parexel есть, в том числе, дочерняя компания в России — ООО «Парексель Интернэшнл (Рус)». 
В 2017 году компанию Parexel приобрела управляющая компания Pamplona Capital Management. В июле 2021 года стало известно, что фонд EQT и Goldman Sachs приобретут Parexel за $8,5 млрд. В ноябре 2021 года сделка была завершена.